# 蔣堂 (宋朝)
蒋堂（980年—1054年），字希鲁，号遂翁。常州宜兴（今属江苏）人，宋代文学家。

## 生平
後徙苏州。真宗大中祥符五年（1012年）进士，为楚州团练推官，後授大理寺丞、知臨川縣，迁枢密直学士，知益州，历官监察御史、江东转运使，改淮南转运使，坐事降知越州。仁宗朝历官谏议大夫，知苏州。終官礼部侍郎。稱所居為隱圃，嘗賦《隱圃十二咏》。卒赠吏部侍郎。

## 著作
《吳門集》20卷，久佚。《春卿遺稿》一卷。今存錄四庫全書版本。